# Bélinayou
Bélinayou est une localité située dans le département de Bougnounou de la province du Ziro dans la région du Centre-Ouest au Burkina Faso.

## Éducation et santé
Le centre de soins le plus proche de Bélinayou est le centre de santé et de promotion sociale (CSPS) de Sapo tandis que le centre médical avec antenne chirurgicale (CMA) de la province se trouve à Léo.